# Edgewater (Miami)
Pour les articles homonymes, voir Edgewater.
Edgewater est un quartier de la ville de Miami aux États-Unis, un des sous-district du quartier d'affaires de Downtown.